# Louis-Antoine-Cyprien Infernet
Pour les articles homonymes, voir Infernet (homonymie).
Louis-Antoine-Cyprien Infernet, né en 1757 à Nice (alors dans le comté de Nice du royaume de Sardaigne) et mort en 1815 à Toulon, est un officier de Marine français.

## Biographie
Parent d'André Masséna, il nait en 1757 à Nice. Il fut corsaire avant d’entrer dans la marine de l’État, et lorsque, le 15 pluviôse an XII, il fut nommé membre de la Légion d'honneur, il était parvenu au grade de capitaine de vaisseau.
Infernet fait partie des officiers d'Étienne Marchand lors de son tour du monde sur le Solide en 1790-1792 en compagnie de Prosper Chanal.
Fait officier de l’Ordre le 25 prairial suivant, il commandait à la bataille de Trafalgar le vaisseau L'Intrépide, et, dans cette journée, « il se plaça, disent les auteurs des Victoires et Conquêtes, au rang des marins français dont les noms furent à jamais célèbres. »
En effet, L'Intrépide combattant 2, 3, 4, 5 et jusqu’à 6 vaisseaux anglais à la fois, qui étaient : le Leviathan, l’Africa, l’Agamemnon, l’Ajax, l’Orion, et le Conqueror fut entièrement démâté, perdit plus de la moitié de son équipage, mais tirant encore au ras de l’eau pendant que le navire s’enfonçait dans les flots, Infernet fut sommé de se rendre ; sa réponse héroïque et pleine d’humour, prononcée en niçois, vaut d’être connue : « Jamai de la vida, lou miéu batèu es pintat de nòu ! » c’est-à-dire « Jamais de la vie, mon bateau est peint de neuf ! ». Infernet, quoique entouré de sept vaisseaux britanniques, attendit pour se rendre que L'Intrépide fût près de couler sous ses pieds après que les Britanniques lui eurent accordé de tirer le dernier coup de canon de la bataille, vingt minutes après que le combat eut cessé.
Conduit en Grande-Bretagne, et bientôt après échangé, il fut présenté à l’Empereur avec le capitaine Lucas à Saint-Cloud « Si tous mes vaisseaux, leur dit-il, s’étaient conduits comme ceux que vous commandiez, la victoire n’aurait pas été incertaine. Je vous ai nommés commandeurs de la Légion d’honneur. » Les deux hommes avaient préféré cette récompense au grade de contre-amiral. Grade qui lui sera conféré en 1814.
Chevalier de Saint-Louis le 18 août 1814, Infernet est mort à Toulon le 15 mai 1815.